# Loop (Maaya Sakamoto)
Loop (ループ?, Ruupu) è un brano musicale della cantante giapponese Maaya Sakamoto, pubblicato come singolo il 10 maggio 2005. Il testo di Loop è stato scritto da Seiichi Shindo e dalla stessa Sakamoto, mentre La musica è stata arrangiata e composta da h-wonder e Takeshi Nakatsuka.
Il brano è stato utilizzato come prima sigla di chiusura dell'anime Tsubasa Chronicle. Nel CD singolo è presente anche il brano High Touch, sempre tratto dalla colonna sonora dell'anime.

## Tracce
CD singolo
1. Loop (ループ?, Ruupu) - 5:24
2. High Touch (ハイタッチ, Hai Tacchi?) - 3:42
3. Loop (w/o Maaya) - 5:24
4. High Touch - 3:40

Durata totale: 18:08

## Classifiche
| Classifica (2002)                        | Posizione più alta |
| ---------------------------------------- | ------------------ |
| Giappone (Classifica settimanale Oricon) | 7                  |